# Арістодем (цар Мессенії)
Арістодем (дав.-гр. Ἀριστόδημος) — цар Мессенії з 733—729 року до н. е. до 727—723 року до н. е. з династії Епітидів. Він був обраний народом після смерті Евфая. Арістодем брав участь у Першій Мессенській війні (743/740—724/720 рік до н. е.) проти спартанців (згадуваних у Павсанія як лакедемоняни), перемігший їх в одній із битв. В люті вбив свою дочку. Через роки, шкодуючи про вчинене, покінчив життя самогубством на її могилі. Після Арістодема верховна влада в Мессенії перейшла до полководця Даміса.

## Життєпис
На п'ятий рік Першої Мессенської війни, коли оплотом мессенців була гора Ітома, цар Евфай відправив священного посла Тісіса до оракула в Дельфи. По дорозі назад в Амфії його вистежили спартанці і завдали каліцтва. Коли Тісіс повернувся, він передав Евфаю волю богів і помер від ран. Мессенський цар, зібравши народ, повідомив, що боги вимагають принести в жертву «чисту діву» з роду Епітидів, — і наказав усім незайманим дівчатам із цього роду тягнути жереб, який дістався дочці Лікіска. Після цього Лікіск разом із нею втік до Спарти. Тоді Арістодем, який теж належав до Епітидів, запропонував як жертву свою дочку. Месенець, ім'я якого в джерелах не вказується, заявив, що її не можна приносити в жертву, оскільки він її наречений і вона вагітна від нього. Слова розлютили Арістодема — і він убив свою дочку. Розкрив їй живіт, він, однак, виявив, що вона не була вагітною. Епебол, тлумач віщань богів, сказав, що вона була не принесена в жертву, а вбита батьком, тому потрібно знайти когось іншого. Месенці вимагали, щоб убили нареченого дівчини, проте він був важливий для Евфая, тому цар переконав народ, що доньки Арістодема було достатньо .
У 731 чи 730 році до е. е. спартанці напали на Мессенію. Під час битви Евфай зазнав смертельних ран. За словами Павсанія, так як у нього не було дітей, він дозволив народу обрати нового царя. Кандидатами були Арістодем, Клеоніс і Даміс. Тлумачники віщань богів Епебол і Офіоней виступали проти Арістодема, але в результаті він був обраний новим правителем. На думку Джанік Обергер, Арістодем відповідав своєму попереднику в лідерських якостях. З початком його правління він за рахунок спартанської експансіоністської політики придбав союзників в Аркадії, Аргосі та Сікіоні. Арістодем домігся державної допомоги від Аргосу і нацькував Сікіон на союзника Спарти Коринфу. Війна зі Спартою перейшла в розбійницькі набіги кожної зі сторін.
На п'ятому році царювання Арістодема Спарта і Мессенія вирішили закінчити війну рішучою битвою. За Спарту встали коринфяни, за Мессенію — аркадяни, а також загони агрів'ян та сікіонян. Арістодем разом із Клеонісом і Дамісом командував мессенським військом. Пращників і стрільців він поставив на Ітомі в засідку. Мессенське військо було менше спартанського, але набагато досвідченіше. Вчинивши опір, легкоозброєні мессенські війська обійшли ворогів і стали вражати їх списами та дротиками. Як тільки спартанські воїни починали їх переслідувати, вони тікали від них. Незабаром спартанці відступили. Після поразки вони послали на Ітому сто шпигунів, які представилися перебіжчиками. Для правдоподібності їм було винесено вирок про вигнання. Однак Арістодем не прийняв їх, сказавши, що знає хитрість спартанців. Тоді Спарта спробувала укласти союзи з сусідами Мессенії, але безуспішно.
На двадцятий рік війни мессенці відправили посла в Дельфи. Піфія сказала, що першому, хто поставить сто триніжників навколо вівтаря храму Зевса в Ітомі, дістанеться Мессенія. Коли ці слова дійшли до Спарти, було скликано збори, після чого спартанці послали на Ітому когось Ебала, який зробив сто глиняних триніжків. Прикинувшись мисливцем, він у мережах проніс ці триніжники на мессенську територію. Вночі Ебал поставив їх навколо вівтаря і повернувся до Спарти. Мессенці здогадалися, що то були спартанці, але Арістодем заспокоїв їх, поставивши свої дерев'яні триніжки.
Після ситуації з триніжками, за словами Павсанія, мессенська статуя Артеміди випустила з рук щит, приведені для жертвопринесення барани самі на смерть билися лобами об жертовник, а собаки протягом однієї ночі вили і потім пішли до спартанського табору. Віщун Офіней, сліпий від народження, прозрів. Після цього Арістодему наснився сон, у якому він збирався йти у битву. Перед ним на столі лежали нутрощі тварин для жертви. Потім йому з'явилася його дочка, одягнена в чорний одяг. Вона показала йому розсічені мечем живіт і груди, після чого зняла з нього зброю і, відповідно до мессенської похоронної традиції, одягла на його голову золотий вінець і накинула білий одяг.
Арістодем зневірився. У цей момент йому донесли звістка у тому, що Офіней осліп. Тоді цар зрозумів, що вірші Піфії були про очі віщуна: «Двоє уникнуть тоді потаємної таємниці нещастя і змінена стане природа в образі колишньому». Він подумав про себе і про свої вчинені справи, усвідомив, що даремно вбив дочку. Розуміючи, що Мессенія приречена на загибель і її не врятувати, цар наклав на себе руки на могилі дочки на сьомому році свого царювання. Дізнавшись про це, народ зневірився і був готовий здатися, але ненависть до спартанців не дозволила їм зробити це.
Після смерті Арістодема мессенці не обрали нового царя, а призначили Даміса полководцем з необмеженими повноваженнями.

## У культурі
На думку Беверлі Берг, «Віфініака» Асклепіада Мірлейского є похідною роботою оповідання Мирона Прієнського (приблизно III століття до н. е.) про дочку Арістодема. Плутарх (I—II століття) у своїй праці «Про забобони» навів як приклад ситуації, коли несуттєва проблема стає серйозною, історію про сон і самогубство Арістодема  .

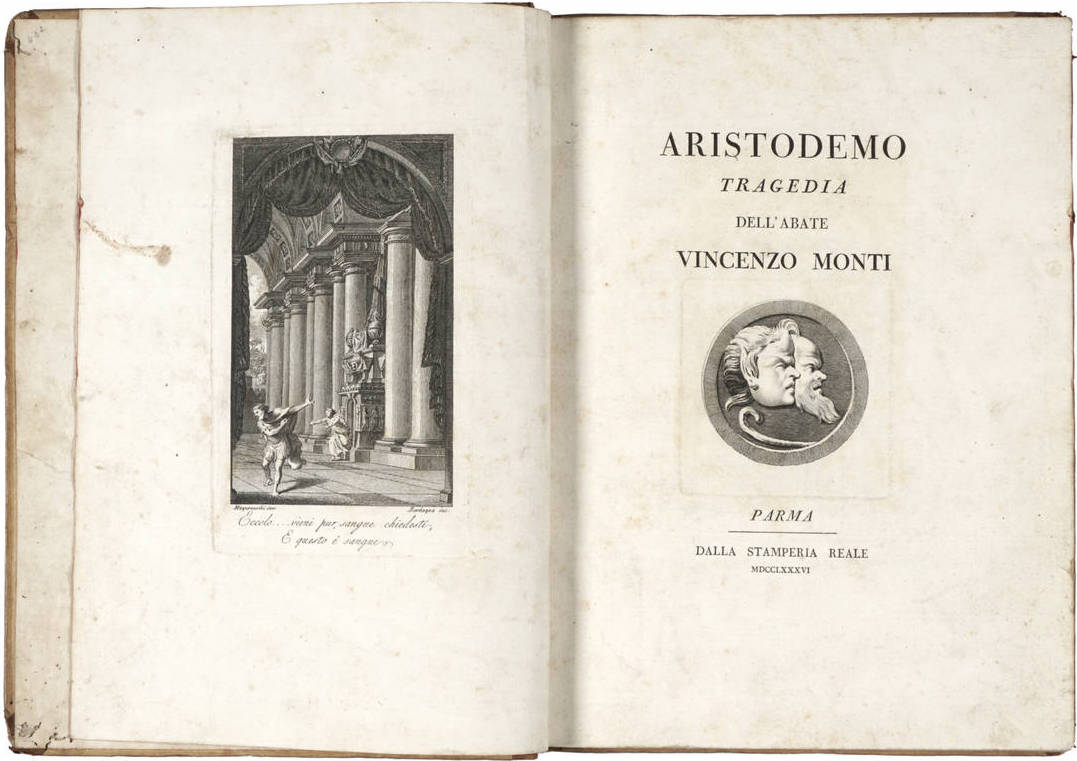
Фронтиспис та титульний лист трагедії «Арістодем» Вінченцо Монті (видання 1786 року)

Арістодем є головним персонажем трагедій «Арістодем» Карло де Дотторі (1657) та «Арістодем» Вінченцо Монті (1786).
Берг вважає, що історія про дочку Арістодема, авторство якої належить Мирону, частково чи повністю вигадана. На її думку, сварка Арістодема з нареченим дочки була натхненна трагедією «Іфігенією в Авліді» Евріпіда, а розріз живота відповідає тридцять п'ятому прикладу трагічного кохання з твору «Про любовні страждання» Парфенія. Берг висунула припущення, що нареченим, ім'я якого Павсаній не назвав, був Арістомен.
Історик Даніел Огден запропонував кілька версій про зв'язок Арістодема, героя Першої Мессенської війни, та Арістомена, героя Другої Мессенської війни. Згідно з однією з них, їх прообразом була одна і та сама людина. Можливо, це були окремі особи, сюжети яких довільним чином перемішалися.